# Habartice (ort i Tjeckien)
Habartice är en ort i Tjeckien. Den ligger i den norra delen av landet, 110 km norr om huvudstaden Prag. Habartice ligger 246 meter över havet och antalet invånare är 480.
Terrängen runt Habartice är huvudsakligen platt, men åt sydväst är den kuperad. Runt Habartice är det ganska glesbefolkat, med 35 invånare per kvadratkilometer. Närmaste större samhälle är Frýdlant v Čechách, 10,9 km söder om Habartice. Omgivningarna runt Habartice är en mosaik av jordbruksmark och naturlig växtlighet.